# أبو العسجا
قرية أبو العسجا أو أبو الغزلان هي إحدى قرى محافظة الخليل، وتقع إلى الجنوب من مدينة الخليل، وعلى بعد 19 كم منها. ويحدها من الشرق قرية رابود، من الشمال قرية عبدة وقرية امريش، من الغرب قرية كرزا، ومن الجنوب بلدة الظاهرية.كما انها تقع على منطقة جبلية، ويبلغ ارتفاعها 660 مترا فوق سطح البحر، ويبلغ المعدل السنوي للأمطار فيها حوالي 436 ملم، أما درجات الحرارة فيصل إلى 18 درجة مئوية، ويبلغ معدل الرطوبة النسبية حوالي 61%.

## التسمية
اسم أبو العسجا مأخوذ من نبات العوسج الذي كان ينتشر فيها. بينما اسم قرية أبو الغزلان فمأخوذ من الغزلان، حيث كانت حيوانات(الغزلان) تعيش في هذه المنطقة بكثرة، وكانت تتغذى على نباتات العوسج الموجود في أبو العسجا.

## التاريخ
أنشئت القريتان منذ حرب عام 1948 (النكبة). حيث انتقل إليهما عدد من العائلات الفلسطينية التي هجرتها قوات الاحتلال الإسرائيلي من أراضيهم وقراهم الأصلية، ومنها قرية أم الشقف وقرية اللويبدة. يعود تاريخ قرية أبو العسجا إلى عام 1950 ، أما قرية أبو الغزلان فيعود تاريخها إلى 1970 وفي عام 1995، تم دمج القريتين إداريا في قرية واحدة تحت اسم قرية أبو العسجا/ أبو الغزلان. ووفقا لإحدى الروايات فان اسم أبو العسجا مأخوذ من نبات العوسج الذي كان ينتشر فيها. بينما اسم قرية أبو الغزلان فمأخوذ من الغزلان، حيث كانت حيوانات (الغزلان) تعيش في هذه المنطقة بكثرة، وكانت تتغذى على نباتات العوسج الموجود في أبو العسجا.

## السكان
بين تعداد السكان الفلسطيني الذي جرى في عام 2007، أن عدد سكان قرية أبو العسجا/ أبو الغزلان يبلغ 1176 نسمة، منهم 613 نسمة يسكنون في أبو العسجا، و563 نسمة يسكنون في أبو الغزلان.

## مؤشرات أو معلومات رئيسية
| السلطة الادارية والمساحات         |            |
| --------------------------------- | ---------- |
| نوع التجمع                        | ريف        |
| نوع السلطة المسؤولة عن التجمع     | مجلس قروي  |
| المساحة الكلية للتجمع             | 2,300 دونم |
| الأراضي السكنية (المبنية)         | 130 دونم   |
| الأراضي الزراعية                  | 900 دونم   |
| أراضي مصادرة من قبل قوات الإحتلال | 200 دونم   |

## الأنشطة الاقتصادية الرئيسية في التجمع
| الأنشطة الاقتصادية الرئيسية في التجمع  | النسبة المئوية |
| -------------------------------------- | -------------- |
| الزراعة                                | 5%             |
| الصناعة                                | 0%             |
| التجارة                                | 0%             |
| قطاع الخدمات والوظائف الحكومية والخاصة | 1%             |
| سوق العمل الإسرائيلي                   | 94%            |

يعتمد اقتصاد قرية أبو العسجا/ أبو الغزلان على سوق العمل الإسرائيلي، حيث يستوعب حوالي 94 %من القوى العاملة، إضافة إلى قطاع الزراعة حيث يستوعب 5 %من القوى العاملة.

## البنية التحتية والخدمات
| البنية التحتية والخدمات               |     |
| ------------------------------------- | --- |
| شبكة الاتصالات                        | نعم |
| شبكه المياه                           | لا  |
| شبكة الكهرباء                         | نعم |
| شبكة الصرف الصحي                      | لا  |
| نظام لجمع النفايات الصلبة             | لا  |
| عدد المراكز الصحية الموجودة في التجمع | 1   |
| عدد الصيدليات الموجودة في التجمع      | 0   |

• الاتصالات قرية أبو العسجا/ أبو الغزلان موصولة بشبكة الاتصالات، وتقريبا 65 %من الوحدات السكنية لديها خط هاتف.
• المياه قرية أبو العسجا/ أبو الغزلان غير موصولة بشبكة المياه. وتعتبر تنكات المياه وآبار الجمع هي المصادرالرئيسة للمياه في القرية.وتعاني القرية مشاكل كثيرة، منها عدم وجود شبكة مياه، النقص في عدد آبار الجمع المنزلية، تلوث مياه الشرب، ارتفاع تكلفة مياه التنكات، وصعوبة توصيلها.
• الكهرباء قرية أبو العسجا/ أبو الغزلان موصولة بشبكة الكهرباء منذ عام 1988 ، ويتم تزويد القرية بالكهرباء عن طريق شركة الكهرباء القطرية الإسرائيلية. وتقريبا جميع الوحدات السكنية في القرية موصولة بالتيار الكهربائي. ومن المشاكل التي تواجه القرية في مجال الكهرباء: ضعف التيار الكهربائي، قدم وتلف شبكة الكهرباء، لا يوجد صيانة للشبكة الداخلية، عدم قدرة المواطنين على تسديد فواتير الكهرباء، مما أدى إلى تراكم الديون المستحقة لشركة الكهرباء على المجلس القروي.
• الصرف الصحي قرية أبو العسجا/ أبو الغزلان غير موصولة بشبكة الصرف الصحي. وجميع الوحدات السكنية تستخدم الحفر الامتصاصية للتخلص من المياه العادمة، كما تعاني القرية من تأثير المياه العادمة القادمة من مدينة الخليل والمستوطنات الإسرائيلية، والتي تتدفق على أراضيها.
• جمع النفايات الصلبة لا يوجد نظام جمع للنفايات الصلبة في قرية أبو العسجا/ أبو الغزلان، حيث يتخلص السكان من النفايات بطريقة عشوائية وإلقائها في الأراضي الزراعية حيث يتم حرقها. من ناحية أخرى تقوم المستوطنات الإسرائيلية القريبة من القرية بإلقاء نفاياتها بالقرب من القرية مسببة أثارا سلبية على البيئة في القرية. يتم جمعها ونقلها بشكل فردي إلى الأراضي الزراعية والتي تبعد مسافة حوالي 5.1 كم عن القرية.
• خدمة المواصلات يستخدم سكان قرية أبو العسجا/ أبو الغزلان في تنقلهم المركبات الخاصة، والسيارات العمومية التابعة لبلدة الظاهرية، وبعض المركبات غير القانونية. وتعاني خدمة المواصلات والحركة في القرية، من وجود السواتر الترابية والكتل الإسمنتية على مداخل القرية، وعدم توفر المركبات العمومية في القرية. أما فيما يتعلق بالطرق، فيوجد حوالي واحد 1 كم من الطرق الرئيسة المعبدة وبحالة جيدة، 300 متر طرق معبدة وبحالة سيئة، و5 كم طرق زراعية غير معبدة.
• قطاع الصحة لا يوجد في قرية أبو العسجا/ أبو الغزلان مرافق صحية، باستثناء وجود مركز أمومة وطفولة واحد يقدم الخدمات الصحية، وهو تابع للقطاع العام (وزارة الصحة). لذلك يضطر المرضى في القرية التوجه إلى المراكز الصحية الموجودة في بلدة الظاهرية أو بلدة دورا لتلقي العلاج الطبي. يعاني القطاع الصحي في قرية أبو العسجا/ أبو الغزلان من مشاكل كثيرة، منها: نقص المراكز الصحية والعيادات الطبية، بعد المراكز الصحية الموجودة في التجمعات المجاورة عن القرية، مشكلة المياه العادمة القادمة من مدينة الخليل والمستوطنات الإسرائيلية القريبة، والتي تتدفق في الأودية والأراضي الزراعية في القرية، والتي تتسبب في انتشار الروائح والمكاره الصحية، وانتشار القوارض والأمراض التي تهدد حياة ووجود السكان في القرية، علاوة على أثارها السيئة على النواحي البيئية في المنطقة.

## الأماكن الدينية والأثرية
يوجد في قرية أبو العسجا/ أبو الغزلان مسجدان هما: مسجد أبو العسجا، ومسجد الصحابة في أبو الغزلان. أما بالنسبة للمواقع التاريخية والأثرية، فيوجد فيها ثلاثة مواقع أثرية، وهي: واد العلقة (المشهور بالآبار)، جبل أبو عشرة، والآثار القديمة لقرية رابود.

## أثر إجراءات الاحتلال الإسرائيلي
تقع إلى الشرق من قرية أبو العسجا/ أبو الغزلان مستوطنة إسرائيلية هي مستوطنة "عتنائيل"، وتبلغ مساحتها حوالي 1000 دونم، كما يوجد طريق التفافي في الجهة الشرقية من القرية، وقد تم مصادرة 5 دونمات لصالح بناء الجدار، كما تخضع القرية لوجود نقطة تفتيش إسرائيلية دائمة وسواتر ترابية وبوابة حديدية عند مثلث السموع. كما يقوم الجيش الإسرائيلي بإغلاق القرية بشكل متكرر. هذا علاوة على ما ذكر أعلاه من تأثير المياه العادمة القادمة من المستوطنات على القرية.